# Smoke (canção de 50 Cent)
Smoke é uma canção do rapper estadunidense 50 Cent. Lançado em 31 de março de 2014, como quarto single de seu quinto álbum de estúdio Animal Ambition. A faixa conta com a participação de Trey Songz, e teve produção de Dr. Dre, Dawaun Parker e Mark Batson, sendo a unica faixa do álbum a ter produção de Dr. Dre.

## Lista de faixas
| Descarga digital |         |         |  |
| N.º              | Título  | Duração |  |
| 1.               | "Smoke" | 3:50    |  |

## Desempenho nas paradas
| Chart (2014)                                 | Peak position |
| -------------------------------------------- | ------------- |
| Alemanha (Deutsche Black Charts)             | 1             |
| Austrália (ARIA)                             | 36            |
| Bélgica (Ultratip Bubbling Under da Valônia) | 49            |
| Coreia do Sul (Gaon International Songs)     | 53            |
| Estados Unidos (Billboard R&B/Hip-Hop Songs) | 42            |
| Reino Unido (OCC UK R&B)                     | 23            |
| Reino Unido (UK Singles Chart)               | 154           |

## Histórico de lançamento
| País           | Data                | Formato                  | Gravadora                        |
| -------------- | ------------------- | ------------------------ | -------------------------------- |
| Estados Unidos | 31 de Março de 2014 | Mainstream urban radio   | G-Unit Records, Caroline Records |
| Reino Unido    | 2 Maio de 2014      | Urban contemporary radio | G-Unit Records, Caroline Records |